# 스프링보드 (다이빙)

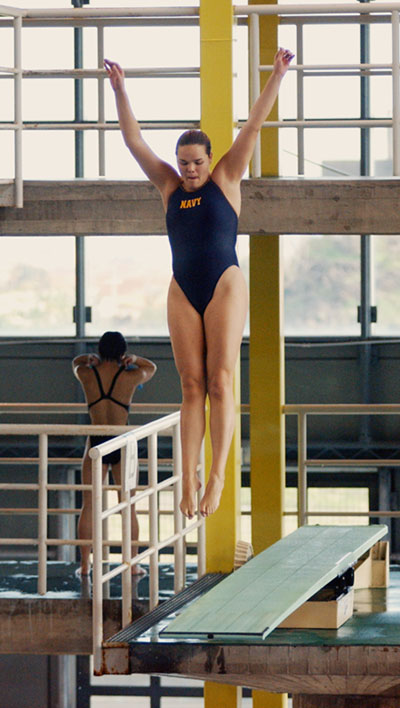
스프링보드

스프링보드(Springboard)는 다이빙을 하기 위하여 나무 등으로 만들어진 판으로, 일정한 높이 위에 설치되어 있다. 세계선수권에서는 1m와 3m가 모두 정식종목이며, 올림픽에서는 3m(싱크로나이즈드 포함)만 정식종목이다.